# سمنة الدبق

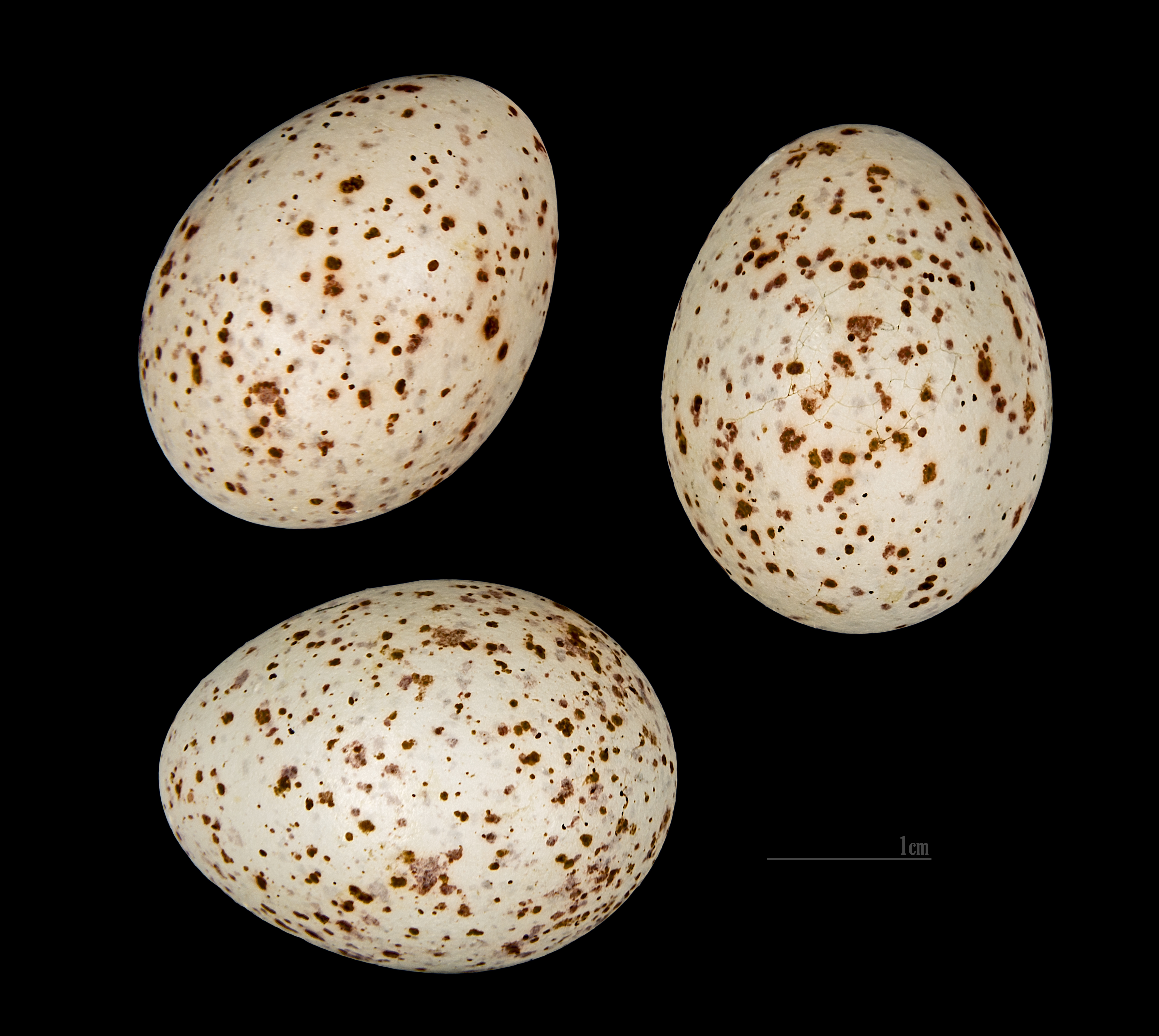
Turdus viscivorus

سُمنة الدبق أو سُمّنة الهَدَال أو سمنة كبيرة (الاسم العلمي: Turdus viscivorus) (بالإنجليزية: Mistle Thrush)‏، هو طائر ينتمي إلى سمنة (فصيلة: Turdidae).